# 141e régiment d'infanterie territoriale
Le 141e régiment d'infanterie territorial est un régiment d'infanterie de l'armée de terre française qui a participé à la Première Guerre mondiale.

## Création et différentes dénominations
- mars 1875 : le 141e régiment d'infanterie territoriale reçoit son numéro, en prévision de la mobilisation[1]
- août 1914 : formation du 141e régiment d'infanterie territoriale
- août 1918 : dissolution du régiment, divisé en deux bataillons de pionniers
- novembre 1918 : dissolution des bataillons

## Historique des garnisons, combats et batailles

### Première Guerre mondiale

#### Affectations
- 92e division d'infanterie territoriale d'août 1914 à juillet 1915
- 129e division d'infanterie d'août 1915 à novembre 1918

## Drapeau

Le drapeau du d'infanterie territoriale.

Il porte, cousues en lettres d'or dans ses plis, les inscriptions suivantes :
- Artois 1915

## Sources et bibliographie
- Historique du 141e régiment d'infanterie territoriale, Mont-de-Marsan, imprimerie nouvelle, 30 p., lire en ligne sur Gallica.